# Ансбахер Штрассе (Бенрат)
Ансбахер Штрассе (нем. Ansbacher Straße) — улица в Дюссельдорфе (район Бенрат). Одна из внутренних улиц административного района Бенрат.

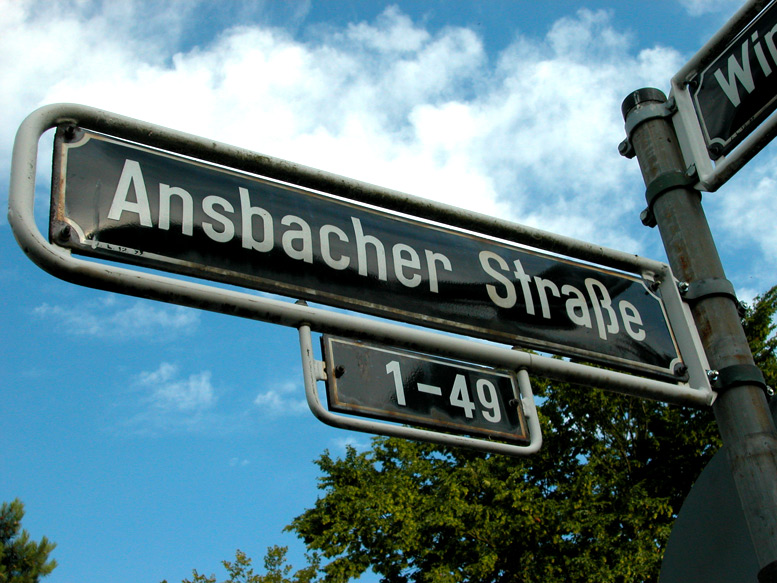
Указатель улицы, 14.07.2009

## Общие сведения
Улица Ансбахер Штрассе протягивается с юга на север между Марбахер Штрассе (нем. Marbacher Straße) и Вимпфенер Штрассе (нем. Wimpfener Straße). В этом же направлении идёт нумерация домов: по правую сторону нечётные от № 1 до № 49 и по левую сторону чётные от № 2 до № 40. Это исключительно жилая улица, здесь нет ни одного промышленного предприятия или торгового заведения. Движение одностороннее от Марбахер Штрассе. Протяжённость — 165 метров.

## История
Улица была застроена в 1936—1937 годах предположительно переселенцами из южных земель Германии — Баварии и Баден-Вюртемберга. Названа 1 декабря 1937 года в честь города Ансбах, расположенного в Средней Франконии (Бавария). Этот город был с 1363 года столицей княжества Гогенцоллернов, а в 1791—1806 входил в состав Пруссии. В настоящее время центр административного округа Средняя Франкония…
С сороковых годов Ансбахер Штрассе не перестраивалась. В 1988 году улица отмечала своё 50-летие.

## Архитектура
Зданий, представляющих собой архитектурную ценность и охраняемых законом на улице нет. Все здания — образца жилой архитектуры первой половины XX века, постепенно реставрированные со временем. Как правило, это шестиподъездные жилые дома с двускатной черепичной крышей. В каждом подъезде проживает одна семья среднего уровня достатка. По существу, это как бы отдельный дом под общей крышей, в котором семья занимает два с половиной этажа (вместе с чердачным полуэтажом). Особо стоит отметить цветочные клумбы, разбитые в палисадниках, занимающих почти половину всей ширины улицы. Все здания образцово ухожены.

## Проезжая часть

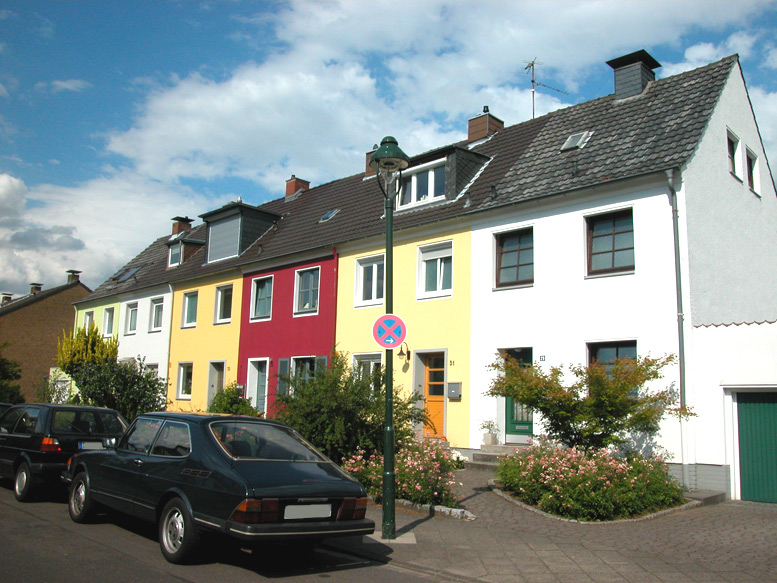
Дома 29-39, 14.07.2009

Ширина пять метров. Асфальт среднего качества. Одна сторона предназначена для парковки, причём меняется в разных местах: у домов 1-15 справа по ходу от начала улицы, у домов 17-39 слева и далее до конца улицы справа.
По обе стороны улицы стоят указатели «остановка и стоянка запрещена». Это для не проживающих на улице. Скорость движения ограничена 30 км/час. На асфальте написано предупреждение «дети!».
По границе с тротуаром вмонтированы люки водосточной канализации. Попарно, всего 12 штук. Безопасны для велосипедистов.
С правой стороны улицы стоят столбы газового освещения. Всего 6 штук. И один столб обычного электроосвещения в самом конце улицы.
Тротуары узкие, рассчитаны на одного пешехода (1 метр ширины).

## Общественный транспорт

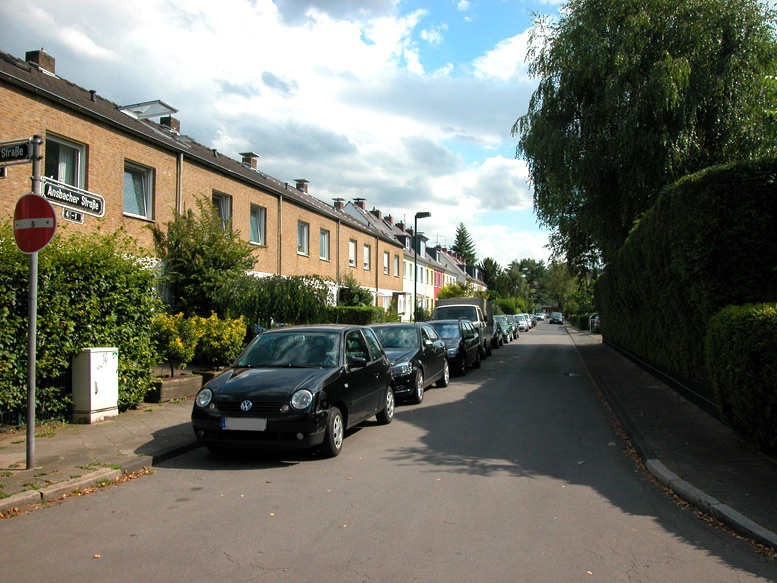
Вид на улицу с её конца, 14.07.2009

На улице нет линий общественного транспорта. Ближайшие остановки автобуса 789 находятся на расположенной южнее Бенроде Штрассе (Benrodestraße) примерно в 170 метрах от начала Ансбахер Штрассе.

## Велосипедное движение
Не ограничено знаками, но также, как и для автомобилей, возможно только одностороннее движение. По улице не проходит ни одного маркированного веломаршрута и улица используется местными жителями в основном для хозяйственных велопоездок.

## Улицы-тёзки
Такое же название имеют улицы ещё в нескольких крупных городах Германии: Берлине, Нюрнберге, Бремене, Лейпциге и Мюнхене.
Большинство улиц-тёзок находится в незначительных населённых пунктах Средней Франконии и среди них в Беххофене (Bechhofen), Бургобербахе (Burgoberbach), Вайхенцелле (Weihenzell), Вильхермсдорфе (Wilhermsdorf), Виндсбахе (Windsbach), Гюнценхаузене (Gunzenhausen), Нойштадте (Neustadt), Ротенбурге (Rothenburg), Уффенхайме (Uffenheim), Фойхтвангене (Feuchtwangen), Хайльбронне (Heilbronn), Швабахе (Schwabach).